# Dinastia Lý
La dinastia Lý (Nhà Lý in vietnamita; 家李 in Hán Nôm), nota anche come dinastia Lý posteriore, è stata una dinastia del Vietnam al potere tra il 1009 ed il 1225.

## Historia
Prese il potere quando Lý Thái Tổ venne incoronato imperatore dopo la morte di Lê Long Đĩnh, ultimo esponente della prima dinastia Lê noto per la sua crudeltà. L'ultima esponente dei Lý fu l'imperatrice Lý Chiêu Hoàng, che all'età di otto anni venne costretta ad abdicare a favore di suo marito, Trần Cảnh, fondatore della dinastia Trần.
Durante il regno dell'imperatore Lý Thánh Tông, il paese divenne noto come Đại Việt.
Gli imperatori Lý erano di religione buddista ma durante la loro dinastia l'importanza del Confucianesimo crebbe in Vietnam, con l'apertura della prima università del paese nel 1070 e l'istituzione cinque anni dopo degli esami di stato per l'accesso al mandarinato, la burocrazia pubblica. Questo permise di creare un'amministrazione dello stato basata su principi legali e non feudali. La capitale venne stabilita a Đại La, la moderna Hanoi.